# Brough Superior
La Brough Superior è stata una casa motociclistica britannica, fondata da George Brough, produttrice di motociclette e soprannominata "la Rolls Royce delle moto". Fondata nel 1919 è stata attiva fino al 1940.

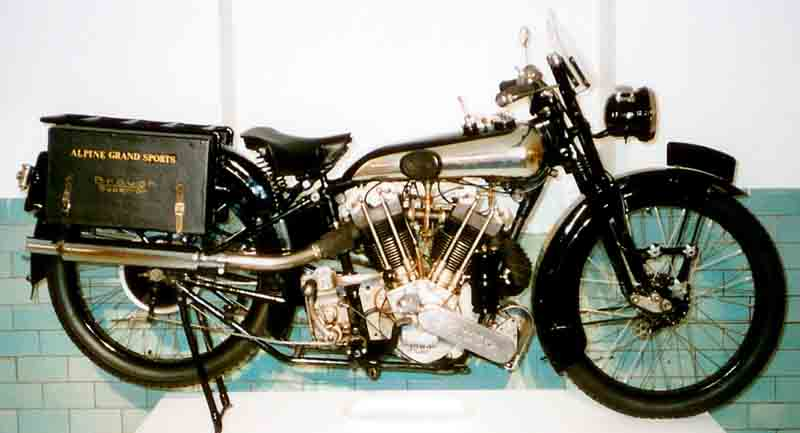
Una SS100 del 1925

Le più famose sono state la "SS80" e la "SS100", la moto, quest'ultima, con cui trovò la morte Thomas Edward Lawrence, più comunemente conosciuto come Lawrence d'Arabia.
Avevano inoltre prestazioni straordinarie, fornite dai motori di cilindrata per l'epoca molto elevata.
I loro nomi erano indice della velocità che potevano raggiungere: 
- SS80 = 80 miglia orarie
- SS100 = 100 miglia orarie (circa 160 km/h)

Nel 1935 la Brough Superior presentò un'autovettura costruita sulla base della Hudson Terraplane 8 cilindri (la stessa impiegata dalla Railton). Un anno dopo il motore fu sostituito da un 6 cilindri di 3,5 litri (a richiesta sovralimentato). Nel 1938 si sperimentò una nuova vettura, con telaio di propria progettazione e motore Lincoln V12, rimasta allo stadio di prototipo. La produzione cessò con lo scoppio della Seconda guerra mondiale, dopo circa 80 esemplari costruiti..